# 刘尔崧
刘尔崧（1899年—1927年4月15日），字季岳，曾用名海、刘尔松、刘尔嵩。广东紫金人。中国共产党第三次全国代表大会代表、中国共产党早期领导人。

## 生平
1918年秋，刘尔崧考入广东省立第一甲种工业学校机械科学习，任学生会主席。1919年，参加五四运动，参与领导广州地区青年学生的反帝反军阀斗争，被推选为广东省中等以上学校学生联合会执行委员。1919年冬，参加《广东群报》的筹备，1920年8月，和阮啸仙等发起组织广州社会主义青年团。1921年春，参加广东早期共产党组织。
1921年7月，中国共产党成立后，中共广东支部随后在广州正式成立，同年8月，加入中国共产党，成为广东地区第一批党员之一。1922年5月，任中国社会主义青年团两广区委员会执行委员。参与发起组织广东新学生社作为青年团的外同组织。9月，在广东省第一甲种业学校毕业后，参加中国劳动组合书记部广州分部工作，开始从事工人运动。同年秋冬参与组织广州工团总会，任负责人之一，同时担任广东党组织创办的爱群通讯社负责人之一。1922年底赴广东顺德组织工人斗争，建立中共顺德支部，并将顺德旧工会改组为中国共产党领导下的工会组织。1923年3月，调回广州，和杨殷等在广州领导成立工人“十人团”。领导改组广东油业工会，当选为改组后的广东油业总工会执行委员兼秘书、中共广东油业工会党支部负责人。1923年5月，担任广东社会主义青年团执行委员。6月，出席中国共产党第三次全国代表大会。会后遵照党关于实行国共合作的指示，以个人身份加入中国国民党。10月，任青年团广东区委执行委员，以特派员身份到各地活动。11月，被孙中山指定为国民党临时广州区党部执行委员会成员之一。1924年1月，任国民党中央工人部干事，以中央工人部工运特派员的身份开展工人运动。1924年5月，主持全国广州工人代表会大会，任大会主席。当选为广州工人代表会执行委员会常务委员，实际负主要领导责任。同月，担任共青团广东区委执行委员，负责组织工作。1924年6月，为保卫广东革命政府和工人阶级利益，领导组建广州工人阶级第一支武装广州工团军，并率领武装参加广州商团事变。
1924年7月，刘尔崧为反击帝国主义的挑衅，组织沙面工人举行大罢工，并坚持到胜利，给帝国主义以有力打击。1924年10月，后任中共广东区委工人运动委员会负责人。11月，任共青团广东区执行委员会执行委员、秘书。1925年1月至1927年5月，任中国共产主义青年团第三届中央执行委员会委员，并担任驻广东中央特派员。1925年2月至5月，任共青团广州地委书记。同年春任中共广东区执行委员会委员、职工运动委员会书记，同时兼任社会主义青年团广东区委书记。1925年4月，当选为广州工人代表大会执行委员会主席。5月，参加第二次全国劳动大会，当选为中华全国总工会执行委员。6月，省港大罢工爆发后，被任命为罢工委员会顾问，组织广州各界工人支援和配合省港罢工斗争。11月，任国民党广东省党部执行委员、工人部部长。1926年5月，出席第三次全国劳动大会，再次当选为中华全国总工会执行委员。12月起，任中华全国总工会广州办事处负责人。国共合作时期，刘尔崧奔走于广东省各地，组织领导工人进行斗争，推动广东地区工人运动的迅猛发展，组织领导广东早期工人运动。蒋介石发动四一二政变后，1927年4月15日，刘尔崧在广州被当局逮捕，4月17日被秘密杀害，后被追认为革命烈士。

## 相关
- 广州四一五事变
- 中国共产党广东区执行委员会